# Альфред Захаревич
Альфред Владислав Захаре́вич (пол. Alfred Władysław Zachariewicz; 26 серпня 1871, Львів — 11 липня 1937, Варшава) — польський, львівський архітектор, живописець і підприємець.

## Біографія
Народився у Львові у сім'ї архітектора Юліана Захаревича. Навчався у Львівській гімназії ім. Франца Йосипа I, Вищій Реальній школі (1887–1890), у Львівській політехніці (1890–1895), Віденській політехніці (1895–1896). Асистент кафедри будівництва Львівської політехніки (1897–1900). Працював у проєктному бюро Івана Левинського у 1892–1901 роках. Від 1899 року член Політехнічного товариства у Львові. У 1902 заснував власне архітектурне бюро і будівельне підприємство у спілці з Юзефом Сосновським, за участю інженера Міхала Фінкельштейна. Після складення другого державного іспиту в Політехніці у 1903 отримав концесію на будівництво у Львові. У тому ж році заснував найбільшу в Галичині фабрику залізобетонних виробів, розгорнув діяльність у галузі промислового будівництва. До 1914 року, застосовуючи будівельні конструкції Франсуа Геннебіка фірма спорудила понад 200 мостів по всій Галичині. Фабрика розташовувалася на вулиці Блонє,  3 (нинішня вулиця Залізнична). 1910 року взяв участь у виставці польських архітекторів у Львові. Був одним із засновників створеного в червні 1908 року «Кола польських архітекторів у Львові». 26 листопада 1926 року обраний до правління Кола, перед Першою світовою війною очолював його президію. Був одним із співвласників кондитерської фабрики «Dr. Jan Rucker i Sp.» на вулиці Замарстинівській у Львові. 1929 року входив до складу журі конкурсу на проєкт будинку Міністерства закордонних справ Польщі. Виконував обов'язки почесного консула Данії у Львові (1908–1914). Був одружений із Мартою Амме родом із Гамбурга. 1934 року виїхав до Варшави. Помер у Варшаві, похований там же на євангелістському цвинтарі.

## Роботи Альфреда Захаревича
- Житловий будинок № 7 на вулиці Валовій у Львові.[10]
- Вхідні ворота зі сторони Стрийського парку на Загальній крайовій виставці у Львові (1894).[11]
- 1899–1900 — будинок на вул. Сикстуській, 9 (Дорошенка).[12]
- 1900 р. — будинок на вул. К. Танської, 3 (нині — вулиця Руданського)[12]
- Архітектурна частина пам'ятника Станіславові Щепановському на Личаківському цвинтарі, спорудженого 1904 року. Скульптор Григорій Кузневич.[13]
- 1904–1905 — будинок родини Бромільських на вул. Кшижовій, 48 (нині вул. Чупринки). Фасад із рисами модернізованої готики і романського стилю. Пізніше належав Українському товариству допомоги інвалідам.[14]
- 1905 — вілла на вул. Барвінських 10.[12]
- 1905 — вілли на вул. Метрологічній 2, 4.[12]
- 1905–1906 — будинок для фабрики ковбас Людвіка Кучинського на вул. Тобілевича, 7.[15]
- Конкурсний проєкт українського театру на нинішній площі Шашкевича у Львові (1905).[16]
- Конкурсний проєкт будинку Політехнічного товариства у Львові. На конкурсі 1905 року не здобув відзнак.[17]
- Будівля «Польського академічного дому» в закопанському стилі на нинішній вулиці Герцена 7 (1906—1907).[18]
- 1909 — Академічний дім єврейської студентської громади на нинішній вул. Ангеловича, 28 у співавторстві з Юзефом Авіном. Нині це Львівський професійний ліцей залізничного транспорту.[19]
- Будинок Торгово-промислової палати на вул. Академічній, 17 (нині Проспект Шевченка) у Львові. Споруджено у 1907–1910, за проєктом Захаревича, за участю архітектора Тадея Обмінського, після здобуття першої премії на конкурсі проєктів.[20] Фотографії інтер'єрів будівлі Захаревич експонував на архітектурній виставці у Львові 1910 року.[4]
- Будинок страхової компанії Assicurazioni Generali di Trieste на вулиці Коперника, 3 у Львові. Спорудженню передували два проєкти від 1908 і 1910 років, створені спільно з Юзефом Сосновським. Керував спорудженням Антоній Рудольф Фляйшль. Скульптурний декор Зигмунта Курчинського.[21]
- Будинок Теодора Балабана на вулиці Галицькій, 21 у Львові. Спроєктований спільно із Сосновським у 1908—1909 роках. Будівництво завершено 1910 року. Скульптурне оздоблення Зигмунта Курчинського. Дім є однією з найкращих пам'яток архітектури модерну у Львові.[22]
- 1909–1911 — колишня бурса на вул. Йосифа Сліпого, 33, у співавторстві із Адольфом Піллером.[23]
- Реконструкція та надбудова сходових кліток Великої міської синагоги, перебудова даху над ними. Проєкт створений 1910 року спільно з Юзефом Сосновським.[24]
- 1909–1911 — будинок Акційного кооперативного банку на пл. Смольки, 3 (нині пл. Григоренка).[25] Отримав другу нагороду на конкурсі проєктів, однак прийнятий до реалізації.[26] Проєкт і модель будівлі Захаревич експонував на архітектурній виставці у Львові 1910 року.[4]
- 1912–1913 — дім Кредитного товариства землевласників на вулиці Коперника, 4.[27]
- Міст через ріку Рибницю на дорозі Косів—Ясенів.[28]
- 1911–1912 перебудова головної будівлі фабрики консерв Зигмунта Рукера на Знесінні (вул. Б. Хмельницького).[29]
- 1911–1913 — жіноча гімназія ім. З. Стшалковської на вул. Зеленій, 22. Нині львівська середня загальноосвітня школа I—III ступенів № 6 з російською мовою навчання.[30] В основу планування ліг проєкт Адама Опольського та Ігнатія Кендзерського.[31]
- Галицький акційний купецький банк на вулиці Галицькій, 19 у Львові. Проєкт, виконаний спільно із Сосновським, датується 1913 роком. Керував спорудженням Ян Шульц, який вніс зміни, затверджені додатковим планом 1916 року.[32]
- 1914 — будівля XI міської математично-природничої гімназії імені Снядецьких.[33] Нині львівська середня загальноосвітня школа І-ІІІ ступенів № 17 на вул. Мельника, 1/3.[34]
- Залізобетонні конструкції куполу, проєкт орнаментальних ліпних оздоб і розписів вестибюля, сецесійних інтер'єрів залів першого і другого класів Головного залізничного вокзалу у Львові.[35]
- Залізобетонний фундамент пам'ятника Міцкевичу у Львові.[36]
- Залізобетонний залізничний міст над вулицею Купільною (нині вул. Опришківська) у Львові. Збудований фірмою Захаревича і Сосновського за проєктом інженера Єжи Венгерського.[37]
- Пекарня «Меркурій» на вул. Городоцькій. Нині хлібозавод № 1.[38]
- Взуттєва фабрика «Гафота» на вул. Жовківській 136 (нині Б. Хмельницького), спільно з інженером Станіславом Беньковським у 1912–1913 роках.[39]
- Реставрація інтер'єру костелу домініканців Львова спільно з Юзефом Сосновським у 1905-1914 роках.[40]
- Вілла родини Юрашів на вулиці Горбачевського, 19. Спроєктована Адамом Мсцівуєвським на фірмі Захаревича і Юраша.[41], збудована фірмою у 1929–1930 роках.[42]
- Санаторій «Львігруд» у Криниці на вулиці Нітрібітта, 6. Споруджено за конкурсним проєктом 1926 року, який здобув одне з трьох перших місць. Співавтор Євген Червінський.[43]

## Нереалізовані проєкти
- Конкурсний проєкт греко-католицької церкви у візантійському стилі 1902.[26]
- Конкурсний проєкт будинку страхового товариства «Дністер» 1903.[26]
- Конкурсний проєкт будинку Дирекції залізниць, що на нинішній вулиці Листопадового чину (друга нагорода). Співавтори проєкту — Людвік Соколовський, Станіслав Пьотровський і Станіслав Фертнер.[44]
- Проєкт будинку Банку крайового господарства і Міністерства публічних робіт у Варшаві. Четверта нагорода на конкурсі 1927 року. Співавтор Адам Мсцівуєвський.[45]